# Phestilla
Genre
Phestilla est un genre de mollusques nudibranches de la famille des Tergipedidae ou des Trinchesiidae selon les classifications.

## Liste d'espèces
Selon World Register of Marine Species (19 décembre 2020) :
- Phestilla chaetopterana (Ekimova, Deart & Schepetov, 2017)
- Phestilla fuscostriata J.T. Hu, Y.J. Zhang, J. Y. Xie & J.W. Xiu, 2020
- Phestilla lugubris (Bergh, 1870)
- Phestilla melanobrachia Bergh, 1874
- Phestilla minor Rudman, 1981
- Phestilla panamica Rudman, 1982
- Phestilla poritophages (Rudman, 1979)
- Phestilla sibogae Bergh, 1905
- Phestilla subodiosa A. Wang, Conti-Jerpe, J. L. Richards & D. M. Baker, 2020
- Phestilla viei Mehrotra, Caballer & Chavanich, 2020

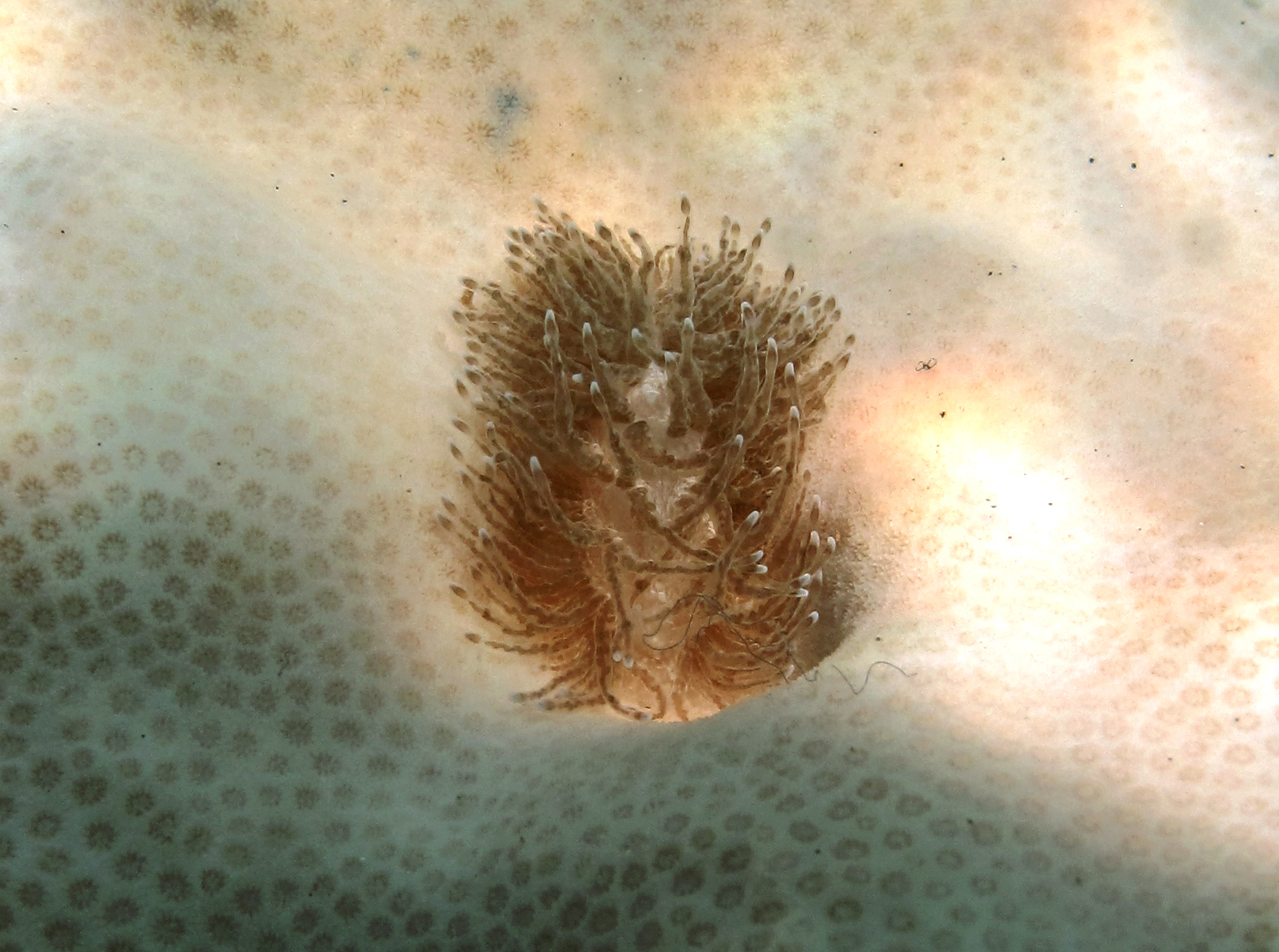
Phestilla lugubris
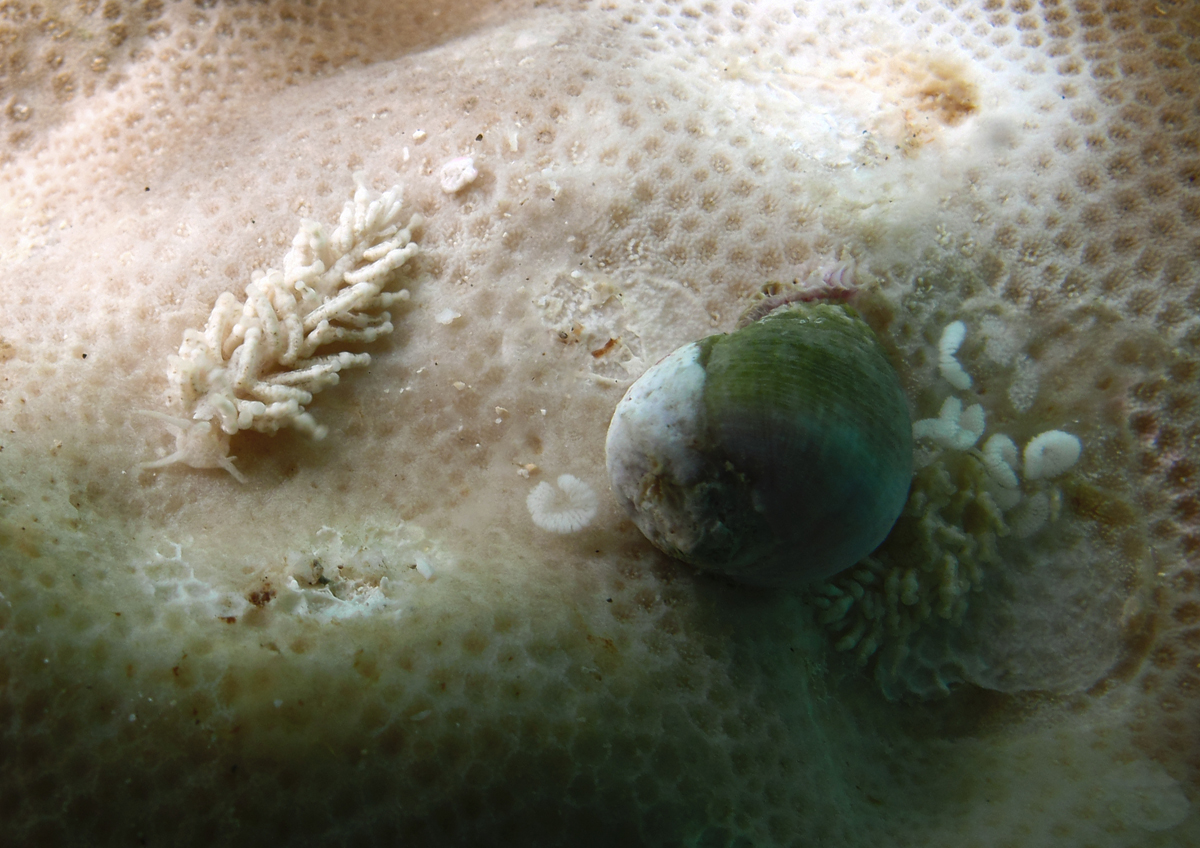
Phestilla minor (couple avec ponte)